# 廷亞瓦爾科山
11°12′38″S 75°51′33″W / 11.21056°S 75.85917°W
廷亞瓦爾科山（Tinya Warkhu），是秘魯的山峰，位於該國中部胡寧大區，由塔爾馬省的聖佩德羅德卡哈斯區負責管轄，屬於安地斯山脈的一部分，海拔高度4,400米。